# Pinacoteca Nazionale
Pinacoteca Nazionale is een kunstmuseum in Italië, gevestigd in het Palazzo Mansi aan de Via Galli Tassi 43 in Lucca.
Het bevat onder meer werken van Italiaanse kunstschilders uit de 14de tot 18de eeuw, zoals van Veronese, Giodano, Salvator Rosa, Domenichino, Agnolo Bronzino, Pontormo ("Portret van een jongeman"), Tintoretto, Ventura Salimbeni en Federico Barocci. Tevens zijn er werken van kunstschilders van de Vlaamse School.
De wanden en de plafonds van de kamers en salons zijn voorzien van fresco's en in verschillende vertrekken bevinden zich Vlaamse tapijten uit de 17de eeuw.